# Deleni, Iași
Deleni là một xã thuộc hạt Iași, România. Dân số thời điểm năm 2002 là 10473 người.